# 創刻のアテリアル
『創刻のアテリアル』（そうこくのアテリアル）は、2012年4月27日にエウシュリーから発売されたアダルトゲーム。
エウシュリー第13作目の作品。ゲームシステムはカードバトルとなっている。舞台はエウシュリーブランド初の「学園モノ」である。初回予約特典として番外編ストーリーやカード、過去作に登場したキャラクターが登場するアペンドディスク（天慶第二学園転入生ディスク）が封入。
今作はディル＝リフィーナとは関わりは無いが、それはこの作品はディル＝リフィーナが出来る前の物語であるためで他の作品とは一応繋がってはいる。

## 登場人物

### 主人公
仙崎 秀哉（せんざき しゅうや）
キャラクタースキル：医療知識、複製
奥義スキル：操血の鎌撃
本作の主人公である少年。天慶第二学園2年生で医者を目指している。
性格は、親友とイタズラに興じる一面もあるが、大人びており正義感を持つ。
能力は上記のキャラクタースキル・奥義スキルに加え判断力を持つ。

### メインキャラクター
仙崎 美來（せんざき みらい）
声：岩田由貴
キャラクタースキル：家事、錬金
奥義スキル：操血の錬成者
秀哉の実妹。天慶第二学園1年生。杏里咲、シャネオルカと合わせて「妹ズ」と呼ばれている。
天使・人間ルートでのみ攻略可能
蘇芳 杏里咲（すおう ありさ）
声：佐々留美子
キャラクタースキル：時代劇知識、重力変化
奥義スキル：グラビティダウン
天慶第二学園1年生。眼帯、コウモリのような羽、尻尾を身につけている。
天使・人間ルートでのみ攻略可能
シャネオルカ・ミラーヴォナ・ブリューソフ
声：篠原ゆみ
キャラクタースキル：料理、歪乃人
奥義スキル：慈悲の翼光
天慶第二学園1年生。愛称はシャネル。
天使・人間ルートでのみ攻略可能
風波 まどか（かざなみ まどか）
声：金田まひる
キャラクタースキル：不屈の精神、努力家
奥義スキル：不屈の激励
天慶第二学園3年生。ズバッと新聞部部長。
天使ルートでのみ攻略可能
北河 アカリ（きたがわ あかり）
声：水霧けいと
キャラクタースキル：元気娘、凍結
奥義スキル：フリージング
天慶第二学園2年生。新体操部部長。
すべてのルートで攻略可能
栢木 鳴海（かしわぎ なるみ）
声：かわしまりの
キャラクタースキル：会長、真紅の瞳
奥義スキル：居合刀・千変万化
天慶第二学園3年生。学生会長。三鷹セラミックス社長の長女。優秀な兄を尊敬している
天使・人間ルートでのみ攻略可能
椎名 沙夜音（しいな さやね）
声：青葉りんご
キャラクタースキル：執事、プラチナカード
奥義スキル：令嬢の手腕
天慶第二学園2年生。複合企業MHI創業者の令嬢。学生会長選挙で敗れてから鳴海を敵視している。
田沼藤二郎という執事兼ボディーガードが側に付いている。
悪魔ルートでのみ攻略可能
大天使メヒーシャ
声：有栖川みや美
キャラクタースキル：飛行、光結界
奥義スキル：ジャッジメント
階位は大天使だが、天使ルートでは権天使となる。悪魔ルートでは女神となる
天使ルートでのみ攻略可能

### サブキャラクター
源 鴉鳥（みなもと あとり）
声：伊東サラ
キャラクタースキル：無関心、蘇生
奥義スキル：漆黒の蘇生霧
天慶第二学園2年生。秀哉のクラスメイト。
天使・悪魔ルートでのみ仲間になる
樋口 海斗（ひぐち かいと）
キャラクタースキル：常連、瞬間移動
奥義スキル：高速撹乱
天慶第二学園2年生。秀哉のクラスメイト。かなりのゲームオタク。
宮原 権三（みやはら ごんぞう）
『MHI』創設者の一人で代替燃料『リエンノル』を始め数多くの最先端技術を開発した科学者。助手に真朱がいる。
丹生 真朱（にぶ まそほ）
声：美月
科学者であり孤児院の院長。仙崎兄妹の育ての親。頭部から下は機械化されている。
魔人ギレゼル
秀哉を嫁と言う悪魔
悪魔と人間ルートでのみ仲間になる
歪魔エルンスト
声：黒木まゆ
何故か秀哉の事を知っている上級悪魔
悪魔と人間ルートでのみ仲間になる
ラグタス
天使と人間ルートでのみ仲間になる

### 天慶第二学園転入生ディスク適用時のみ登場するキャラ
エウシュリーの過去作からの出演。いわゆるスター・システムであり、過去作そのままのキャラクターが出演していると言う訳ではない。
アペンドディスクを当てた際に本編とは独立した一連の独立したイベントとして発生する。ハイシェラ→まおーさま→ウィルフレドという順番で出てくる。どれかを見逃した時点でイベントが終了するが全部のイベントを完遂した場合、3章にて仲間に加わる。
ハイシェラ
声：知七
『戦女神VERITA』より出演。過去作では主人公の相棒兼愛剣。
ゲームセンターでは「だの様」という名前で登場。
バトルに勝つと職員としてやってくる。
APPEND1において唯一声がある追加キャラである。
まおーさま
『姫狩りダンジョンマイスター』より出演。過去作では主人公。
オークランド(天慶第二学園転入生ディスク適用時のみの1章～2章限定マップ)の支配者として登場。
バトルに勝つと下級生として転入してくる。ちなみに妹ズの尻に敷かれている。
転入後は秀哉にやたら悪魔ルートを勧める。
ウィルフレド・ディオン
『神採りアルケミーマイスター』より出演。過去作では主人公。
今作では木工部の部長で先輩だが、落第して主人公と同じ学年である。
天慶市の道路から証明まで、さらにはラーメン屋台まで作り出している幻の木工部部長(ラーメン屋台は前作で製作可)。
ゲームの修正パッチすらもサポートよりも早く出している。
前作では多くの他種族に好かれたということでメスの動物に好かれやすい。
出てきた動物
シャル：前作での睡魔のシャルティ。今作では紫色の毛並みの猫。
メロ：前作での大天使のメロディアーナ。今作では白い鳩。
コハク：前作での仙狐の狐伯蓮。今作では普通の狐。
アト：前作での地精のアト。今作では泥遊びが好きな犬。
スイナ：前作での水精の水那。今作では水遊びが好きなリス。
クレ：前作での木精のクレアンヌ。今作では突然変異により動くようになった植木鉢(園芸部のために作ったのだが動くため気持ち悪いという事で返品された)。
エリ：前作での力天使のエリザスレイン。今作ではカナリア。
パラス：前作での幻獣のパラスケヴァス。今作では鯉。
ガタ：前作での雷竜のガプタール。今作では蜥蜴。

## スタッフ
- 原画 - みつき（秀哉、美來、杏里咲など）、やくり（まどか、沙夜音、鴉鳥）、鳩月つみき（ギレゼル）
- シナリオ - 若葉、八雲意宇、
- プログラム - FALS、Daemon
- 音楽 - クワイア
- OP主題歌 -「brave genesis」

歌・作詞:オリヒメヨゾラ、作曲:ケニーK、編曲:内東琴音
- ED主題歌 -「trinity night」

歌・作詞:オリヒメヨゾラ、作曲:ケニーK

## 関連商品
- 創刻のアテリアル サウンドコレクション
- トレーディングカードゲーム 創刻のアテリアル 天使Ver、